# 武藤眞志
武藤 眞志（むとう まさし）は、日本の映像作家。ミュージックビデオやCMの映像を多く手掛けている。
世界的に著名なデザイナー、コムデギャルソンやイッセイミヤケのキャットウォーク映像を手がけ、ファッションの世界から映像制作のキャリアをスタートさせる。日本におけるVJの先駆け的存在でもある。
“音楽にファッションを採り入れていく”というスタイルは自分しかいなかったと思います—武藤眞志
こう語るように、独自のスタイルで初めて手がけたMVはTRFの『EZ DO DANCE』で、この作品が1993年レコード大賞ビデオ部門グランプリを獲得。以降は小室哲哉がプロデュースおよび楽曲提供するアーティスト（安室奈美恵、globe、TRF、浜崎あゆみ、AAA）のMVを数多く制作する。他にも中島美嘉、Gackt、アンジェラ・アキ、EXILE、宇多田ヒカル、久保田利伸、忌野清志郎& 2・3’s、Death In Vegas、Kelly Rowland、Frou Frou、Shiny Toy Guns などのミュージックビデオの監督を含め、多くの著名なクライアントのコマーシャルスポットの監督を務めている。
MTV・Video Music Awards、ロッテルダム国際映画祭、one dot zero、RESFEST、エジンバラ国際映画祭、London Fashion Film Festivalなどにおいて数々の賞を獲得。

## 主な作品

### ミュージックビデオ
小室哲哉プロデュースのアーティスト
- 安室奈美恵『Body Feels EXIT』『a walk in the park』『How to be a Girl』『Dreaming I was dreaming』『I HAVE NEVER SEEN』『RESPECT the POWER OF LOVE』『SOMETHING 'BOUT THE KISS』『LOVE 2000』『NEVER END』『PLEASE SMILE AGAIN』『think of me』『Say the word』『SO CRAZY』『I WILL』『Wishing on the same star』『ALL FOR YOU』『WANT ME, WANT ME』『White Light』『WoWA』『人魚』『CAN'T SLEEP,CAN'T EAT,I'M SICK』『Baby Don't Cry』
- 華原朋美『Keep yourself alive』『I'm proud』『たのしく たのしく やさしくね』『tumblin'dice』『save your dream』『Hate tell a lie』『LOVE IS ALL MUSIC』
- 北乃きい『サクラサク』『花束』
- globe『Is this love』『wanna Be A Dreammaker』『Sa Yo Na Ra』『Perfume of love』『sweet heart』『still growin' up』『NEW DEAL』
- globe featuring KEIKO『on the way to YOU』
- globe featring MARC『THE MAIN LORD』
- globe featringTK『Throwin' down in the double 0』
- KEIKO『HUMANRACE』
- TRUE KiSS DESTiNATiON『AFRiCA』『Girls, be ambitious!』
- 坂口実央『ENJOY BAD DAYS, ENJOY GOOD DAYS』
- 篠原涼子 with t.komuro『恋しさとせつなさと心強さと』『もっと もっと…』『Lady Generation』『ダメ！』
- 鈴木あみ『Love the island』『Nothing Without You』『ねがいごと』
- TK featuring OLIVIA『TOGETHER NOW』
- TRF『EZ DO DANCE』『Silver and Gold dance』『愛がもう少し欲しいよ』『寒い夜だから…』『feel the century』『OPEN YOUR MIND』『WORLD GROOVE』『寒い夜だから…'94』『HYPER TECHNO MIX 3』『BOY MEETS GIRL』『masquerade』『Overnight Sensation』『BRAND NEW TOMORROW』『Hey! Ladies & Gentlemen』『SILENT NIGHT』『LEGEND OF WIND』『Unite! The Night!』『We are all BLOOMIN'』
- Def Will 『lovely day』『Winding Road』
- hitomi『in the future』『problem』『PRETTY EYES』『空』『progress』『SPEED☆STAR』『心の旅人』
- 観月ありさ『抱きしめて!』
- MIYUKI『IF ONLY YOU COULD FLY』
- EUROGROOVE『MOVE YOUR BODY BABY』

avex所属アーティスト
- 相川七瀬『バイバイ。』『Sweet Emotion』
- Every Little Thing『For the moment』『出逢った頃のように』
- m.c.A・T『Bomb A Head!ダンス篇』『Funky Gutsman』『風に叫ぶ』『SUPER HAPPY』『Breakdown』『m.c.A・Tの俺様を信じろ！』
- 大沢伸一『Our song』
- Galla『罪に罰を』『奇蹟の薔薇（キセキノハナ）』
- GIRL NEXT DOOR『偶然の確率』『Drive away』『情熱の代償』『Winter Game』『Seeds of dream』『Infinity』『Be your wings』『Orion』
- 倖田來未『TAKE BACK』
- ジャン・イーエン『Merry Christmas的祝福』
- JULIE with THE WILDONES『渚でシャララ』
- JOHN ROBINSON『TOKYO GO!』『JAVA JUNGLE』
- 高杉さと美『旅人』『百恋歌』『雪星』『一緒に...』
- AAA『Still love you』『777〜We can sing a song!〜』『Love Is In The Air』『LOVER MV& プロマーシャル』
- 245『Cosmic Dream』
- 浜崎あゆみ『Depend on you』『CAROLS』『Is this LOVE?』『Ladies Night』『You Were...』『Sexy Little Things』『Microphone』『crossroad』『Virgin Road』『Last angel』『Love song』『do it again』『Dream ON『progress』『ANother song feat.URATA NAOYA』『Why...feat.JUNO』『Shake It』『NaNaNa』『Return Road』『how beatiful you are』『You & Me』『song 4 u』『Missing』『Wake me up』『snowy kiss』『Melody』『XOXO』『Angel』『Lelio』『Zutto...』『Last Minute』『WARNING』『MAD WORLD』『FLOWER』『mimosa』
- HΛL『Save Me』『SPLIT UP』『☆the starry sky☆』『al di là』
- fact『fact of life』
- Favorite Blue『愛よりも激しく誰よりも愛しく』
- BoA『ID;Peace B』『Amazing kiss』『Rock With You』『Be the one』『my name』
- MAX『閃光〜ひかり〜のVEIL』
- 松田樹利亜『NAKED LOVE AGAIN』
- mink『おまじない』『glory of life』『Beautiful』
- MOON CHILD『Brandnew Gear』『微熱』『アネモネ』
- MONDO GROSSO『DON'T LET GO』『光』『春はトワに目覚める』
- MONDO GROSSO feat. bird『LIFE』
- Raychell『Face Free』

Sony Music所属アーティスト
- CHiAKi KURiYAMA『流星のナミダ』『Winter diary』
- To Be Continued『うまく言えないけど』
- 中島美嘉『CRESCENT MOON』『RESISTANCE』『愛してる』『Find The Way』『雪の華』『ALWAYS』
- 信近エリ『Lights』『Voice』『Sketch for Summer』『鼓動』
- bird『オアシス』『MIND TRAVEL』『ZERO』
- 橋本江莉果『MASTERSIX FOUNDATION』
- 星村麻衣『Melodea』『EVERY』『素直になれない』
- 松崎ナオ『鳥が飛ぶ意識』
- L'Arc〜en〜Ciel『HEAVEN'S DRIVE』『LOVE FILES』
- wyolica『チャイム』

その他の国内アーティスト
- AI『I'll remember you』
- アンジェラ・アキ『手紙 〜拝啓 十五の君へ〜』『愛の季節』『輝く人』『始まりのバラード』
- 伊豆田洋之『冬の南風』
- 忌野清志郎&2・3'S『プライベート』
- 宇多田ヒカル『HEART STATION』
- EXILE『Touch The Sky』
- KAM『Dance In The Life』『I』
- Gackt『CLAYMORE』
- 工藤静香『Blue Velvet』『雪・月・花』『カーマスートラの伝説』『一瞬』『Blue Zone』『きらら』『maple』
- 久保田利伸『Bring me up』『KUBOSSA PV』『FreeStyle』『LOVING POWER』
- 小柳ゆき『Remain〜心の鍵』『HIT ON』『Endless』
- サヨコ『上を向いて歩こう』『Mr. LOVER MAN』
- Salyu『風に乗る船』
- S.O.A.P『GRACE』『罪の眺め』『high!』
- THEATRE BROOK『ぜんまいのきしむ音』『心臓の目覚める時』『世界で一番SEXYな一日』『裏切りの夕焼け』
- SINBA『RESET』『Fantasy』
- SUICIDE SPORTS CAR『Risky』『モナコ・ムー』『BACKSEAT BUTTERFLY』
- 鈴木蘭々『Kiss』『…of you』
- SE7EN『光』
- ティニーシャ・ケリー『シャタード』
- TETSU69『蜃気楼』『15 1/2 フィフティーンハーフ』『WHITE OUT 〜memory of a color〜』
- TRICERATOPS『if』
- 中島優子『はじまったばかり』
- 夏木マリ『Co・ro・na』
- VANIRU『ISORATION』
- hiro『Bright Daylight』
- B.C.G. CORE『MONEY MONEY MONEY』
- 藤川賢一『大切な君の胸へ…』
- freescape『Next Confusion』
- Project D『true love story』
- 茉樹代『Sign of Wish』
- Micro of Def Tech『HANA唄』
- 森大輔『monologue』
- 矢井田瞳『I'm here saying nothing』『Look Back Again』『Over the Distance』『Buzzstyle』『Ring my bell』『アンダンテ』『未完成のメロディ』『孤独なカウボーイ』『チェイン』『Chapter 01』
- YUKI『dragon's dance』
- RHYME SO『Fashion Blogger』『Psyche -星- 』

日本国外のアーティスト
- Jaki Graham『BREAKING AWAY』『STYLE』
- venga boys『Kiss（When The Sun Don't Shine）』
- Frou Frou (Imogen heap)『Must be Dreaming』
- Death In Vegas (Liam Gallagher)『Scorpio Rising』
- Liberty X『Jumpin'』
- Nina Jayne『No Ordinary Pain』
- Faithless『Miss U Less,See U More』
- Shiny Toy Guns『You Are The One』
- Tiesto and Sneaky Sound System『I Will Be Here』
- Kelly Rowland『Commander ft. David Guetta』
- Blossoms『There’s a Reason Why』
- Jonas Blue『We Could Go Back』
- Ella Knox ft. Calitroit『Swing Swing』
- Ella『Woman’s Game!』

### CM
- SUZUKI『ヴェルデ(スクーター)』（出演 : リッキー・マーティン）、『SUZUKI WAGON R』（出演 : レオナルド・ディカプリオ）、『SUZUKI WAGON R「RR」』（出演 : レオナルド・ディカプリオ）、『suzuki BANDIT』（出演 : KAT-TUN）、『SUZUKI XBEE「Bird」篇、「Dog」篇、「Long Drive」篇、「Dance」篇』
- 株式会社 パソナ『PASONA』（出演 : ジョディー・フォスター）
- クラリオン『クラリオン』（出演 : ジャミロクワイ）
- Hulu『Hulu』（出演 : オダギリジョー）
- マッキャンエリクソン『JAL SKY'94 北海道』（出演 : trf）、『マクセルUD ウルトラダイナミック篇』（出演 : 安室奈美恵）、『JAL CF(国内ver・ハワイver)』（出演 : YUKI）
- 日本コカ・コーラ『coca cola 大陸篇』（出演 : trf）
- アイ・シー・エス『亀田製菓「GIZATS」』
- ドマーニ『I.W.HARPER ENTRANCE,BATHROOM』
- 森永製菓『森永製菓「ジョイム」・「チョコブロッキー」』、『森永製菓『ICE BOX』(砂漠篇)』（出演 : Every Little Thing）、『森永製菓『ICE BOX』(海篇)』（出演 : Every Little Thing）
- 葵プロモーション『TOYOTA「SYNOS」ストリートダンス』、『TOYOTA「SYNOS」B篇』
- TOYOTA ASEAN『WE ARE SAFETY LEADERS』
- 電通ヤング・アンド・ルビカム『TBC企業広告｀96 TBCthe レディプロデュース 始動篇』（出演 : hitomi）、『TBC企業広告 ｀96 TBCthe レディプロデュース 進行中篇』（出演 : 華原朋美）、『TBC企業広告 YAYAデビュー篇』（出演 : 大賀埜々）
- 博報堂『Howkins・エア・クッション ダイビング篇・逃亡篇』（出演 : 木村拓哉）、『TBC企業広告 ひとり*ぼっちのクリスマスイブ篇』（出演 : 大賀埜々）
- タイム『WINDY企業広告 ジェット篇・ヘリ篇』
- コミー『TBC企業広告 水着の前にTBC,ワイハの前にTBC』
- ハルコミュニケーション『NTTまるちねっとフェアー』（出演 : globe）
- ネクサス『リポビタンB3』
- 五羊HONDA『SCR-100(スクーター)ファッションショー篇 北京語、広東語』
- HONDA『HONDA CIVIC』、『HONDA モビリオspike』、『HONDA ストリーム』、『HONDA ONE HEART(インドネシア バイク)』
- 地中海クラブ『クラブメッド|Club Med』
- 南北社『TOYOTAハイラックスサーフ SSR-V Limited』（出演 : Every Little Thing）
- 株式会社コーセー『ヴィセ フラッシュヴェール(ヒカリノヴェール篇)』（出演 : MAX）
- シチズン商事『CITIZUN XC』（出演 :江角マキコ）
- 東洋タイヤ『東洋タイヤTV-CF』（出演 : 工藤静香）
- 花王株式会社『花王ラビナス コットンF+シルキーF 真夏のシャンプー/Sライン ワックス・ローション/ Iラインウルトラストレートエッセンス/ピュアカラー 5タイプ/シルキーサプライシャンプー/水分たっぷりヘアウォーター/ IラインまっすぐW』(出演 : 伴都美子),『花王AUBE「BRAND NEW AUBE」篇, 「ハワイ」篇』(出演 : hitomi),『花王 セグレタ「ホテル」篇,「新発売」篇, 「覚醒篇」篇(出演 : クリスティン・ターリントン),「ネックレス」篇,「インバス リステージ」篇(出演 : 真矢ミキ),「09秋 インフォマーシャル」篇(出演 : 真矢ミキ/坂上ミキ), 「2010 春」篇(出演 : 真矢ミキ),「インフォマビューティートーク③」』『ニベア ハッピータイム』
- canon『CANON ワンダーBJ F850 Wonder BJ「ラルク」篇（出演 : L'Arc〜en〜Ciel）』『EOS 5D markⅢ(出演: sayuki, 塩谷瞬』
- 株式会社資生堂『資生堂ティセラ ダンスダンスダンス「ダンスクィーンhiro」篇』（出演 : hiro）
- JR東海『JR東海のぞみ利用キャンペーン』、『のぞみCF「WE HAVE のぞみ」』
- ロート製薬『ロートZφ』（出演 : 中居正広）、『ロート製薬「ROHTO Zi:φ」』（出演 : 中島美嘉）
- Gateway『Gateway SOLO3300「ELTに注目!」篇』（出演 : 持田香織）
- ツーカーホン関西『ツーカーホン関西 MMツーカー「登場篇/EZ get!篇」』（出演 : 安室奈美恵）、『ツーカホン関西 MMツーカー第二弾』（出演 : 安室奈美恵）、『ツーカーホン関西2000 第三弾』（出演 : 安室奈美恵）、『ツーカーホン関西 MMツーカー「メールニ夢中」篇（出演 : 安室奈美恵）、『ツーカーホン関西 MMツーカー/トリプルメール篇』（出演 : 安室奈美恵）
- 明治製菓『明治製菓「フラン」』（出演 : 安室奈美恵）、『明治製菓 フラン「BLACK&WHITE」篇』（出演 : 安室奈美恵）、『明治製菓「ギュッテ」ギュッテマジック篇』（出演 : 安室奈美恵）
- ゼビオ(株)『ゼビオ(株)ウィンターキャンペーン』（出演 : MIYUKI）
- カネボウ『カネボウ アリィー』（出演 : 米倉涼子）
- グンゼ『GUNZE BODY WILD』（出演 : hitomi）
- キリン・トロピカーナ『キリン・トロピカーナ「ボトルトロピカーナ Beach Dance篇」』
- キリン『KIRIN FIRE BLACK』
- 住友生命『住友生命「LIVE ONE」』（出演 : 松嶋奈々子）
- 日立マクセル『日立マクセルMD&CD-R「Buzstyle」篇』（出演 : 矢井田瞳）
- Microsoft社『Microsoft Windows xp「kiss」篇,「Party」篇』
- 江崎グリコ『江崎グリコ アーモンドチョコレート 「一粒の満足」篇』（出演 : 小柳ゆき）
- AMEX Japan『AMERICAN EXPRESS CARD 「GREEN CARD」』
- FT資生堂『FT資生堂 「neue -virgin bright-」』（出演 : 矢井田瞳）
- コダック株式会社『コダック株式会社「Kodak MAX beauty」』（出演 : 中島美嘉）
- 三菱自動車『三菱自動車AIRTRECK「女の子」篇, 「飛行機」篇, 「星を見に行く」篇 』『三菱自動車セディアワゴン「羊」篇』『三菱自動車ek-WAGON/ek-SPORTS』『三菱アウトランダー』(出演 : 江口洋介), 『三菱・パジェロ「Gack」「Montero」』『三菱・LANCER』
- 東芝『東芝DVD CF「好きなだけ、ヤイコ」篇』（出演 : 矢井田瞳）、『東芝「au」携帯電話』（出演 : 矢井田瞳）、『東芝 DVD RD-XS31「ヤイコの録画スタイル」篇』（出演 : 矢井田瞳）、『東芝 A1304T CF「Wear Colors」篇』、『東芝 A5501T CF「出力」篇』（出演 : BoA）、『東芝 V302T「やさしい光」篇』（出演 : 伴都美子）、『東芝A5504T「ここから、つながれ」篇』、『東芝 A5506T「シルエット」篇』、『東芝 W21T「振りそそぐ着うたフル」篇』（出演 : BoA）、『東芝 W31T』（出演 : 大塚愛）、『東芝 W52T』（出演 : BoA）
- P&Gジャパン『Vidal Sassoon「一新。」篇』(出演：シャーズ・ディン)
- ファイザー製薬『アネトンi』（出演 : 常盤貴子）
- ブシロード『ヴァンガード』(出演：ミラ・ジョヴォヴィッチ/オカダカズチカ)
- DIAGEO japan『スミノフ アイス(リュージュ篇)』、『スミノフ アイス(CLUB篇)』
- 『スミノフ』(ロンドンCM)
- NTT DoCoMo『NTT DoCoMo九州 Stage up篇』
- 日本リーバ『リプトン リモーネ』（出演 : 矢井田瞳）、『リプトン スパークル』（出演 : 矢井田瞳）
- 横浜ゴム『横浜ゴム「SPEED&ECO」篇「DNAデシベルサイレントムービー」篇』（出演 :織田裕二）,『横浜ゴム アイスガード「スケートリンク」篇』(出演 : 織田裕二),『横浜ゴム ブルーアース』(出演 : ゆず),『横浜ゴム BluEarth』『横浜ゴム アイスガード』『横浜ゴム ADVAN』『横浜ゴム PRGR(プロギア)「egg 2013 飛ビ主義」篇,「egg2014 egg1 登場」篇,「egg2015 飛ばし愛」篇,「RS2016/RS2017/RS2018」』
- オーディオテクニカ『オーディオテクニカ 企業イメージムービー2013「Runner」篇, 「Subway」篇』『オーディオテクニカ』(出演 : AI),『オーディオテクニカ「メリクリ」篇』(出演 : BoA),『オーディーテクニカ企業広告Milestone篇』(出演 : BoA),『オーディオテクニカ企業 「I see Me」』(出演 : BoA),『オーディオテクニカ ブランドPV』(出演 : TAKAHIRO),『audio-technica企業CM2015』『audio-technica 「Music to me is life」篇(出演 : Donald Barrett),「Passion through music」篇(出演 : Ella Knox),「Always Listening」篇』
- はるやま『はるやま』（出演 : 唐沢寿明）
- シヤチハタ『X stamper「スタンプびより」篇』
- SEIKO『SEIKO WIRED「レギュラー」篇「XYZ」篇』（出演 : BoA）
- MAZDA『MAZDA AXELA「曲線美」篇「イルミネーションクルーズ」篇』『MAZDA プレマシー』
- 松下電工『松下電工 ラムダッシュ「死角の男たち」篇』
- カシオ計算機『カシオ EXILIM EX-Z55』
- SONY『SONY MDウォークマン「誕生」篇』(出演 : 中島美嘉),『SONY BRAVIA 4K demo』『SONY Crystal LED Display (CLEDIS)』
- DHL JAPAN『DHL JAPAN「動かす力」篇』
- 三貴『カメリアダイアモンド』（出演 : 秋本奈緒美）
- ナフコ『ナフコ「two one style」』
- AC/NHK『AC公共広告機構 アイドリングストップ』（出演 : HOME MADE家族）
- ユニリーバ『モッズヘア』（出演 : hitomi）、『モッズヘア』（出演 : BoA）、『CLEAR』(出演 : 秋元梢)
- 三菱フソウ『NEW FIGHTER』
- クリムゾン『TOWN&COUNTORY』（出演 : ORANGE RANGE） 、『クリムゾン』（出演 : 清水圭・香坂みゆき）
- サントリー『PEPSI NEX 登場篇』、『PEPSI NEX 第二弾』、『PEPSI NEX 第三弾』、『PEPSI NEXキャンペーン』、『リプトンリモーネ』（出演 : 安室奈美恵）
- YKK『YKKインターナショナル』
- AEON『AEON スーツ』（出演 : 栗山千明）
- イオン化粧品『イオン化粧品 美2011MUJ』、『イオン化粧品2012』
- エスエス製薬『エスエス製薬 CUTINA』（出演 : hitomi）、『エスカップ』（出演 : 浜崎あゆみ）
- Schick『Schick』（出演 : EXILE）
- アサヒ『アサヒ スリムアップスリム』（出演 : 佐田真由美）
- 藤商事『パチンコ 暴レン坊将軍』
- メナード『メナード「シャボン玉」篇』（出演 : 深田恭子）
- スカパーJSAT『スカパー!HD』
- ロッテ『ロッテキシリトール再石灰化中』（出演 : 矢沢永吉）、『ロッテキシリトールガム anytime篇』（出演 : 矢沢永吉）、『ロッテシキシリトールガム なぜ特保か?』（出演 : 天海祐希・石川遼）、『ロッテキシリトールガム ブラックベリーミント』（出演 : 天海祐希）、『ロッテキシリトール』（出演 : 石川遼）、『キシリトールCM』（出演 : 天海祐希/石川遼）
- イオン『イオンモール』
- 大塚製薬（株）『大塚製薬SOYSH Soylution 開発篇』、『SOYSH』（出演 : 木村多江）、『大塚製薬Soylution 1:1篇』
- ゼスプリ『ゼスプリ キウイ』（出演 : 藤原紀香）
- ゼスプリ・インターナショナル『ゼスプリ キウイ』（出演 : 藤原紀香）
- ダイソン『ダイソン DC26』
- Erdos Cashmere『Erdos Cashmere』
- ABC通信網『BeeTV 秋ノドラマCP編』
- 日本食研『ソラドレ。国産トマト篇』
- 第一三共製薬『ルルアタックEX』（出演 : 天海祐希）
- 日成アドバンス『日成アドバンス企業CM』（出演 : 鈴木アミ）
- セブンネットショッピング『セブンネットショッピング7NS』（出演 : 石原さとみ）
- ライトオン『Right-on2011AW冬キャンペーン』（出演 : 浅野忠信）、『Right-on BNデニム』（出演 : 浅野忠信）
- エイベックス・プランニング&デベロップメント『JSDA ダンスカップ』（出演 : ケント・モリ）
- エイベックス『BIG UP!』
- フォルクスワーゲン『フォルクスワーゲン up』(出演 : Chara/久保田利伸), 『フォルクスワーゲン up』『フォルクスワーゲン バリアント』(出演 : 氷室京介),『フォルクスワーゲン ビートル』(出演 : 所ジョージ/長谷川潤),『フォルクスワーゲン POLO』(出演 : 榮倉奈々/所ジョージ),『フォルクスワーゲンGOLF』(出演 : 前川泰之/政井マヤ),『フォルクスワーゲン ビートル(改訂)ターボ』(出演 : 所ジョージ)
- TeAMO『カラコンTeAMO』（出演 : 道端アンジェリカ/はるな愛）
- フジッコ『ふじっ子塩こんぶ』『ふじっ子あまめさん』
- アンファー『アンファ スカルプD』
- music.jp『music.jp』（出演 : 関ジャニ∞）
- ソニッケア『ソニッケアDC』
- avex trax『JSDA』（出演 : SOL from BIGBANG）
- 日立アプライアンス『日立クリーナースマートヘッド』（出演 : 嵐）
- セブンイレブンジャパン『セブンイレブンフェア』(出演 : 関ジャニ∞),『セブン銀行ATM利用促進』『セブンイレブンCM』
- 小林製薬『小林製薬 ダスモック「タバコの階段」編』
- cutting edge『ガリバー企業 クロスロード篇』
- 日本メナード化粧品『メナード COLAX』(出演 : 深田恭子),『メナード FAIRLUCENT』(出演：持田香織)
- トイズファクトリー『ひだまり PV』（出演 : ゆず）
- 小学館『小学館 JAZZ100年史』
- 日本レコード協会『日本レコード協会 違法DL撲滅キャンペーン』（出演 : 小室哲哉）
- イトーヨーカドー『イトーヨーカドー IY COOL STYLE寝具』（出演 : AAA）
- ケンタッキーフライドチキン『KFCレッドホット』（出演 : TAKAHIRO）
- ヤンマー『ヤンマートラクター』
- 富士フイルム『富士フイルム Instax』、『富士フイルムInstax』
- プロギア『PRGR egg1』（出演 : Chara）
- 池田泉州BK『池田泉州銀行』
- JRA『JRA-VAN』（出演 : 藤原竜也）
- DENSO『DENSO 企業広告 環境篇』
- 興和『バンテリンコーワEX』（出演 : 松山英樹）
- DHC『DHC美容液』『THE SNOW SHOT』(出演：麻生久美子)
- SUBARU『SUBARU Forester』
- Panasonic Beauty『新・本格美容メソッド Panasonic Beauty × ???』(出演 : 水原希子)
- THE SUIT COMPANY『WE SUIT YOU』
- Jun Ashida コレクションムービー『2017SS/2018SS/2018-19AW/2019SS』
- GLOBE-TROTTR『GLOBE-TROTTR AERO』(出演：吉田麻也)
- AOKI『AOKI 東京2020オリンピックエンブレムストレッチウォッシャブルスーツ』(出演：瀬戸大也/上戸彩)
- SEGA『PLAY 2020』(出演：1964年東京オリンピック金メダリスト 三宅義信)
- CAセガジョイポリス『WE CAN BE HEROES』ホログラフィー&プロジェクションマッピング(出演：NYC)
- Nikon『HEROES Be brave』
- Hazuki Company『ハズキルーペ「親子でデート」篇(出演：舘ひろし),「プレゼン」篇(出演：渡辺謙, 菊川怜),「舞台リハーサル」篇(出演：松岡修造, 武井咲, 小泉孝太郎, 舘ひろし),「クラブ」篇(出演：武井咲, 小泉孝太郎, 舘ひろし)』
- 東急建設『Shibuya under construction』
- ネスレ日本『キットカット 毎日のナッツ&クランベリー』(出演：木戸愛, 加藤愛, 大塚愛)
- ANdAZ TOKYO TORANOMON HILLS『Personal Style Wedding』

### その他
- トラサルディ企業 VP
- 三菱自動車 ヨーロッパ向け企業 VP
- かまいたちの夜2(PlayStation 2)オープニングムービー
- ファッション関連映像
  - コムデギャルソン
  - イッセイ・ミヤケ
  - Levi’s
  - GIUSEPPE ZANOTTI
  - 他(順不同)

## 主な受賞歴
- 1993年 - 日本レコード大賞 ビデオ部門 グランプリ (trf『EZ DO DANCE』)
- 1995年 - STAR TV Sanyo Channel 【V】Music Update Tokyo Awards BEST VIDEO DIRECTOR (trf『BOY MEETS GIRL』
- 1995年 - MUSIC TELEVISION ‘The1995 MTV Video Music Awards International Viewers Choice’日本代表ノミネート (trf『Overnight Sensation』)
- 1996年 - STAR TV Sanyo Channel 【V】Music Update Tokyo Awards BEST VIDEO VIDEO OF THE YEAR (trf『BRAND NEW TOMORROW』)
- 1997年 - UK エジンバラ国際映画祭 音楽ビデオ部門ノミネート (安室奈美恵『How to be a Girl』)*1997.8.17 U.K『ミラーボール2』にて上映。
- 2002年 - オランダ 第31回ロッテルダム国際映画祭 +81.b.p.m.ノミネート(MONDO GROSSO『DON'T LET GO』)
- 2002年 - UK onedotzero06 J-Star ノミネート
- 2003年 - UK onedotzero07 wavelength 03 ノミネート (Death In Vegas『Scorpio Rising』)
- 2003年 - オランダ 第32回ロッテルダム国際映画祭 ノミネート (globe featuring TK 『Throwin'down in the double 0』
- 2003年 - resfest 2003 VIDEOS THAT ROCK! (Death In Vegas『Scorpio Rising』)
- 2004年 - 韓国KBS歌謡大賞 最優秀監督賞受賞 (BoA『My name』)
- 2007年 - US MTV Battle of Video Winner (Shiny Toy Guns『You are the One』)
- 2009年 - UK onedotzero (Tiesto and Sneaky Sound System『I Will Be Here』)
- 2009年 - BUG Top 16 Music Videos (Tiesto and Sneaky Sound System『I Will Be Here』)
- 2018年 - LA Fashion Film Festival 2018, Berlin Fashion Film Festival 2018 Finalist ( Jun Ashida REFLECTIONS A&W 2018 - 2019 Long)
- 2018年 - ACC TOKYO CREATIVITY AWARDS フィルム部門ブロンズ賞 (Hazuki Company ハズキルーペ『渡辺謙と菊川怜 : 発表』篇)
- 2020年- London Fashion Film Festival 3部門ノミネート, 内2部門受賞 (Best Music, Best Actress & Model, Best Major Brand Production / RHYME SO『Fashion Blogger』)[2]

## その他
- 2005年 - 第3回NHKミニミニ映像大賞 審査員